# Relevo da Bélgica

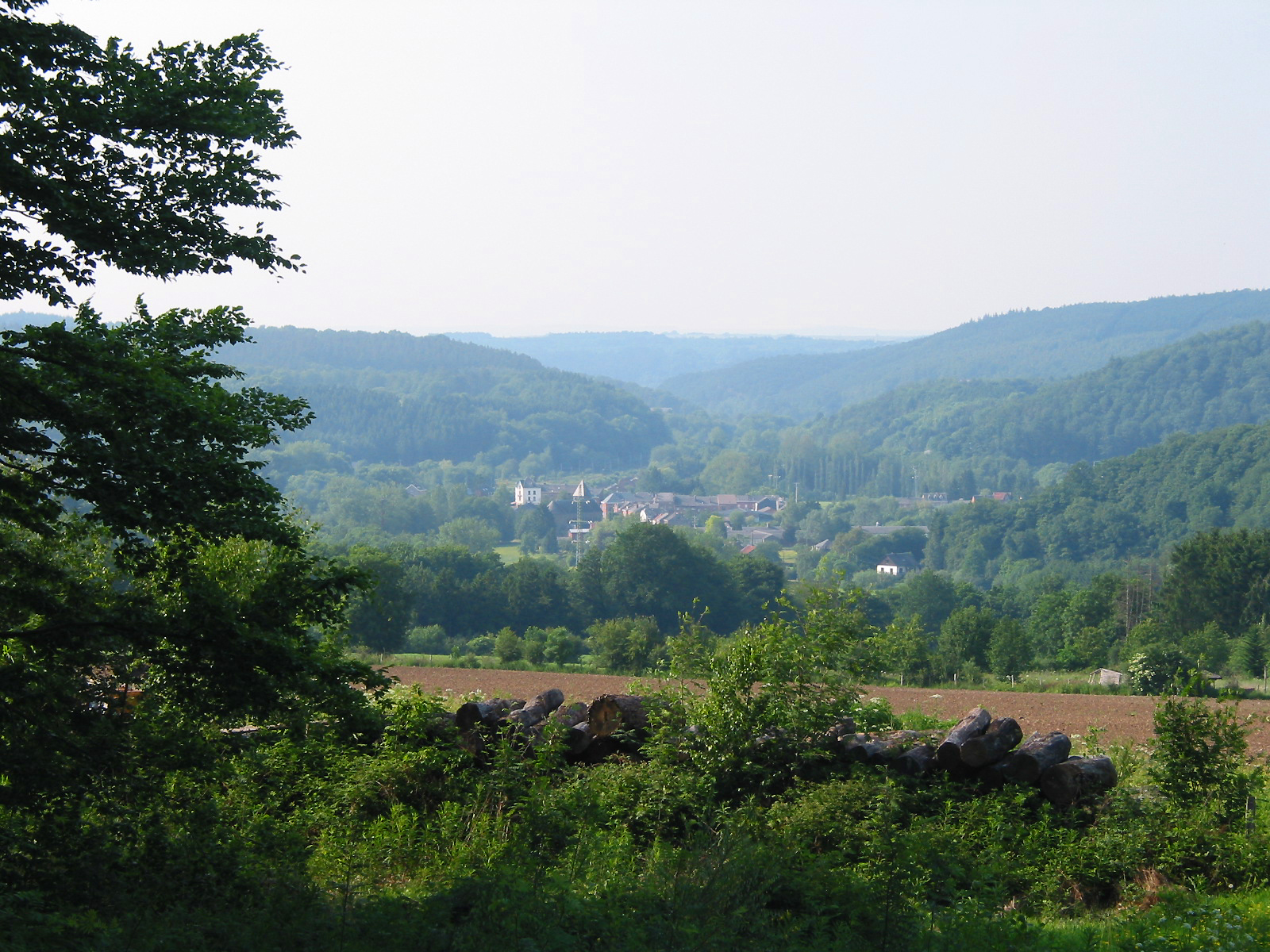
Forrières, na Bélgica.

Embora não seja conhecida por suas formações montanhosas dramáticas, a Bélgica possui um relevo variado e interessante que desempenha um papel fundamental na vida do país. Desde as vastas planícies costeiras até as suaves colinas das Ardenas, a geografia belga molda a paisagem, a economia e a cultura do país de maneiras diversas e significativas. A Bélgica, um país situado na região noroeste da Europa, possui um relevo caracterizado por sua relativa planicidade, intercalada por algumas elevações e bacias. Apesar de não apresentar grandes cadeias montanhosas, a topografia belga desempenha um papel significativo na configuração do país e na vida de seus habitantes.

## Planícies e Elevações
A grande parte do território belga é composta por planícies costeiras e de interior, contribuindo para a predominância de um relevo relativamente plano. As planícies costeiras, localizadas no noroeste, são formadas por terras baixas que se estendem até o Mar do Norte. Estas áreas são propensas a inundações, especialmente nas regiões próximas aos rios. No leste do país, as planícies de interior dão lugar a suaves elevações e colinas. Esta região, conhecida como Planalto das Ardenas, é o ponto mais elevado da Bélgica. Apesar de suas altitudes modestas, as colinas das Ardenas conferem uma paisagem mais ondulada e diversificada, oferecendo oportunidades para atividades ao ar livre, como caminhadas e ciclismo.
A Bélgica é um país relativamente plano, sem grandes cadeias montanhosas. No entanto, existem algumas colinas e elevações que são consideradas as principais "montanhas" do país. Aqui estão algumas delas:
1. Signal de Botrange: Localizada na região das Ardenas, na província de Liège, o Signal de Botrange é o ponto mais alto da Bélgica, atingindo uma altitude de 694 metros acima do nível do mar. É uma das áreas mais elevadas do país e faz parte do planalto de Hautes Fagnes.
2. Baraque Michel: Também localizada na região das Ardenas, próxima ao Signal de Botrange, a Baraque Michel é outro ponto elevado da Bélgica, com uma altitude de cerca de 674 metros. É uma área popular para caminhadas e atividades ao ar livre.
3. Monte Kemmel (Kemmelberg): Localizado na região de Flandres Ocidental, o Monte Kemmel é uma colina com uma altitude de aproximadamente 156 metros. Apesar de não ser muito alta, é uma das elevações mais proeminentes na região plana da Flandres e tem importância histórica devido a batalhas que ocorreram em torno dela durante a Primeira Guerra Mundial.
4. Monte Saint-Aubert (Mont Saint-Aubert): Situado na província de Hainaut, o Monte Saint-Aubert é uma colina com cerca de 147 metros de altitude. Oferece vistas panorâmicas da região circundante e é conhecido por sua capela no topo, dedicada a São Aubert.

## Vales e Bacias

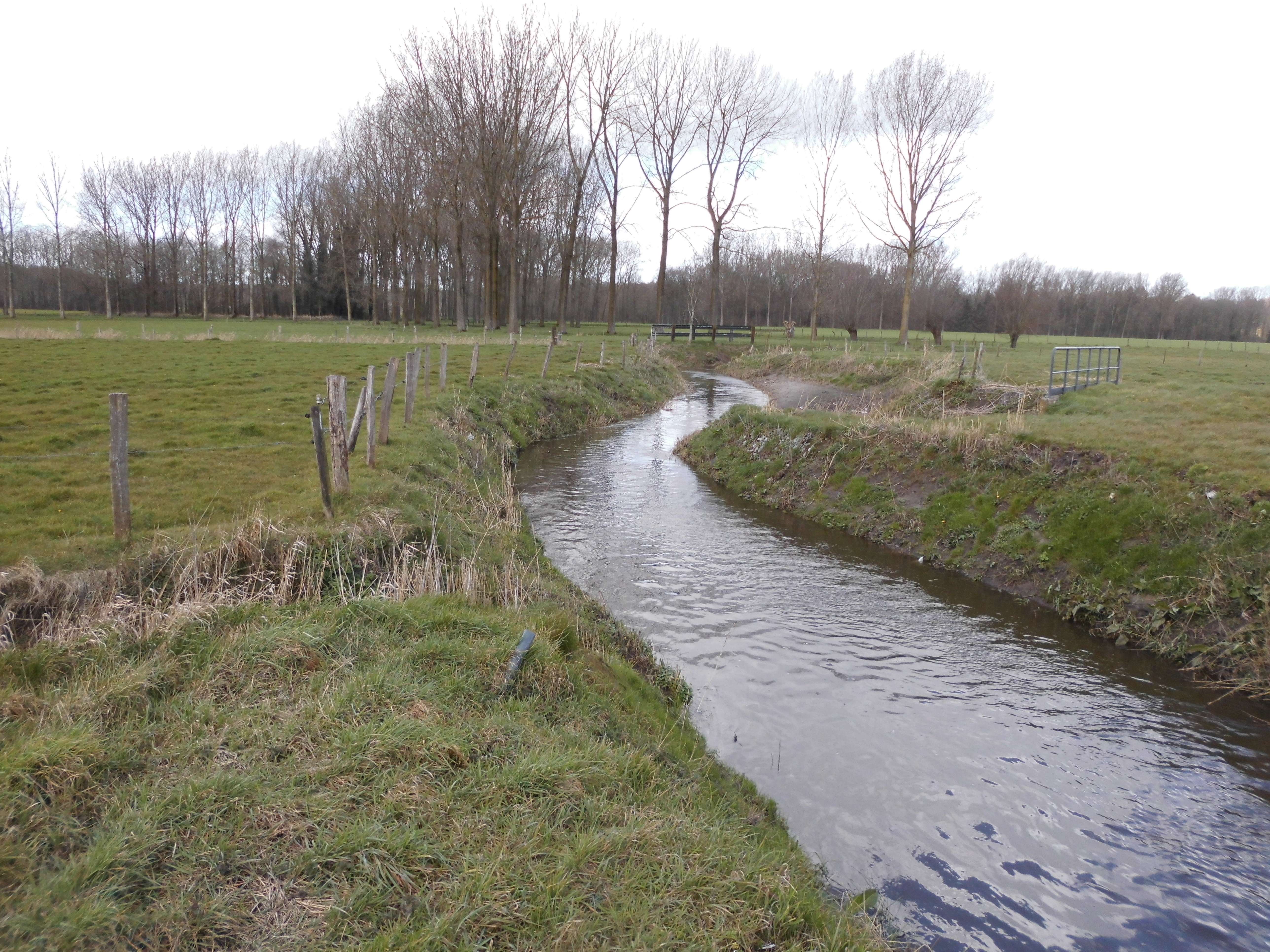
Rio de planície na Bélgica.

Entre as elevações das Ardenas e as planícies costeiras, encontram-se vales e bacias fluviais que desempenham um papel crucial na geografia belga. Os vales dos principais rios, como o Rio Escalda, o Rio Mosa e o Rio Meuse, cortam o país, proporcionando rotas de transporte e determinando padrões de assentamento humano. As bacias fluviais são áreas de terra baixa situadas ao longo das margens dos rios e costumam ser férteis e propícias para a agricultura. No entanto, devido à sua proximidade com os cursos d'água, estão sujeitas a inundações sazonais.
A Bélgica possui várias bacias fluviais, cada uma contribuindo para o seu sistema hidrográfico. Aqui estão algumas das principais bacias fluviais da Bélgica:
1. Rio Escalda (Scheldt): O Rio Escalda é um dos principais rios da Bélgica, fluindo do norte da França, através da Bélgica e da Holanda, antes de desaguar no Mar do Norte. Ele atravessa importantes cidades belgas, como Antuérpia e Gante, e é uma via navegável importante para o comércio internacional.
2. Rio Mosa (Meuse): O Rio Mosa nasce na França e atravessa a região leste da Bélgica, passando por cidades como Liège e Namur, antes de entrar na Holanda, onde deságua no Mar do Norte. É um rio importante para a navegação e também desempenha um papel vital no abastecimento de água potável e na produção de energia hidrelétrica.
3. Rio Reno (Rhine): Embora o Reno não nasça na Bélgica, ele forma parte da fronteira oriental do país com a Holanda e é uma importante via navegável para o transporte de mercadorias. O Reno também desempenha um papel significativo na regulação do nível da água e no controle de inundação na Bélgica.
4. Rio Escalda Oriental (Eastern Scheldt): Esta é uma ramificação do Rio Escalda que se estende até a província de Antuérpia, na Bélgica. É uma importante área de estuário e habitat para a vida selvagem, além de ser uma área de recreação popular.
5. Rio Lesse: O Rio Lesse é um afluente do Rio Mosa, fluindo principalmente na região das Ardenas, no sul da Bélgica. É conhecido por suas paisagens naturais deslumbrantes e por suas atividades de lazer, como canoagem e caminhadas.

## Impacto Humano e Ambiental
O relevo da Bélgica influenciou diretamente o desenvolvimento humano e econômico do país. As áreas planas e férteis são amplamente utilizadas para a agricultura, com cultivos como cereais, batatas, beterrabas e vegetais sendo predominantes. Além disso, a topografia suave e acessível facilita a urbanização e a construção de infraestrutura. Por outro lado, as elevações das Ardenas têm sido historicamente importantes para a indústria madeireira, bem como para o turismo e lazer. Os bosques densos e as paisagens pitorescas das colinas atraem visitantes em busca de atividades ao ar livre e contemplação da natureza.